# Pekka Ville Heikkinen
Petter Wilhelm Heikkinen ou Pekka Ville Heikkinen (né le 24 avril 1883 à Nilsiä et mort le 4 février 1959 à Helsinki) est un agriculteur, député et ministre finlandais,

## Carrière politique
Heikkinen est député de l'Union agraire pour la circonscription occidentale du comté de Kuopio en 1919–1921 et 1924–1940,.
Il est ministre du Commerce et de l'Industrie du gouvernement Sunila I de 1927 à 1928 et du gouvernement Kallio III de 1929 à 1930. 
Il est vice-ministre de l'Agriculture du gouvernement Sunila II en 1931-1932 et ministre de l'Agriculture du gouvernement Kallio IV en 1936-1937, du gouvernement Cajander III en 1937-1939, du gouvernement Ryti I en 1939 –1940, et du gouvernement Ryti II en 1940,. Il siège en tant que ministre, dans sept gouvernements pendant 2 739 jours.